# Übersteiger (Fußball)
Im Fußball versteht man unter einem Übersteiger einen Trick, der zur Verwirrung und Täuschung eines Abwehrspielers oder des Torwarts führen soll.
Hierbei führt der Stürmer abwechselnd seinen linken oder rechten Fuß rechts und links um den Ball, ohne diesen zu berühren. Je schneller diese Umkreisung des Balles vor sich geht, und umso mehr der Oberkörper ebenfalls täuschend in die Bewegung eingebunden wird, desto effektiver ist der Trick.
Der Abwehrspieler soll damit dazu gebracht werden, jegliche Bewegung des Stürmers „mitzugehen“ und läuft Gefahr, dem ballführenden Angreifer eine Seite zu öffnen, anzubieten, auf der dieser ihn mit Ball umgehen kann.
Die perfekte Ausführung des Übersteigers erfordert eine sehr gute Koordination und eine hohe Geschwindigkeit im Teil einer Sekunde.